# Cantó de Marsella Sant Lambert
El cantó de Marsella Sant Lambert és un cantó francès del departament de les Boques del Roine, situat al districte de Marsella. És format per part del municipi de Marsella.

## Municipis
Aplega tot o part dels següents barris de Marsella:
- Saint-Lambert
- Le Pharo
- Les Catalans
- Corniche Kennedy
- Vallon des Auffes
- Vallon de l'Oriol
- Malmousque
- Samatan
- Endoume
- Bompard
- Le Roucas Blanc
- Les Iles

| Data d'elecció                           | Identitat         | Partit                                  | Qualitat |
| ---------------------------------------- | ----------------- | --------------------------------------- | -------- |
| 1964-1976                                | François Sinapi   | SFIO, després PS, després Divers gauche |          |
| 1976-1982                                | Robert Vigoroux   | PS                                      |          |
| 1982-2001                                | Jean Roatta       | UDF-DL                                  |          |
| 2001-2008                                | Robert Assante    | UMP                                     |          |
| 2008-                                    | Sabine Bernasconi | UMP                                     |          |
| les dades anteriors no són pas conegudes |                   |                                         |          |